# Hallerbos en nabije boscomplexen met brongebieden en heiden
Hallerbos en nabije boscomplexen met brongebieden en heiden is een Natura 2000-gebied (habitatrichtlijngebied BE2400009) in Vlaanderen. 
Het Natura 2000-gebied ligt in de provincie Vlaams-Brabant ten zuiden en zuidwesten van Brussel. Het bestaat uit verschillende natuurgebieden met oude boscomplexen, de riviervalleien van de Zuunbeek en de Mark in het Pajottenland, met een sterk uitgesproken heuvelend reliëf en hagen, holle wegen, boomgaarden.
In het gebied komen elf Europees beschermde habitattypes voor: blauwgraslanden, droge heide, eiken-beukenbossen met wilde hyacint en parelgras-beukenbossen, eiken-beukenbossen op zure bodems, glanshaver- en grote vossenstaartgraslanden, heischrale graslanden en soortenrijke graslanden van zure bodems, kalkmoeras, kalktufbronnen met tufsteenformatie, valleibossen, elzenbroekbossen en zachthoutooibossen, voedselrijke, gebufferde wateren met rijke waterplantvegetatie, voedselrijke, soortenrijke ruigtes langs waterlopen en boszomen.
Er komen tien Europees beschermde soorten voor in het gebied: bittervoorn, beekprik, Brandts vleermuis, kamsalamander, laatvlieger, rivierdonderpad, rosse vleermuis, vliegend hert, watervleermuis, zeggenkorfslak. Er leven ook drie door de Vogelrichtlijn beschermde soorten: zwarte specht, middelste bonte specht, wespendief.
Gebieden die deel uitmaken van het Natura 2000-gebied zijn onder andere: Hallerbos, Markvallei, Zuunvallei met domein van Gaasbeek, De Wolfsputten, Kesterbeekvallei, Kesterheide, het bosreservaat Terrijst, Lembeekbos, Zevenbronnen, Gasthuisbos, Begijnenbos. Het Hallerbos, Lembeekbos en Begijnenbos maken sinds 2023 deel uit van het Nationaal Park Brabantse Wouden.

## Afbeeldingen

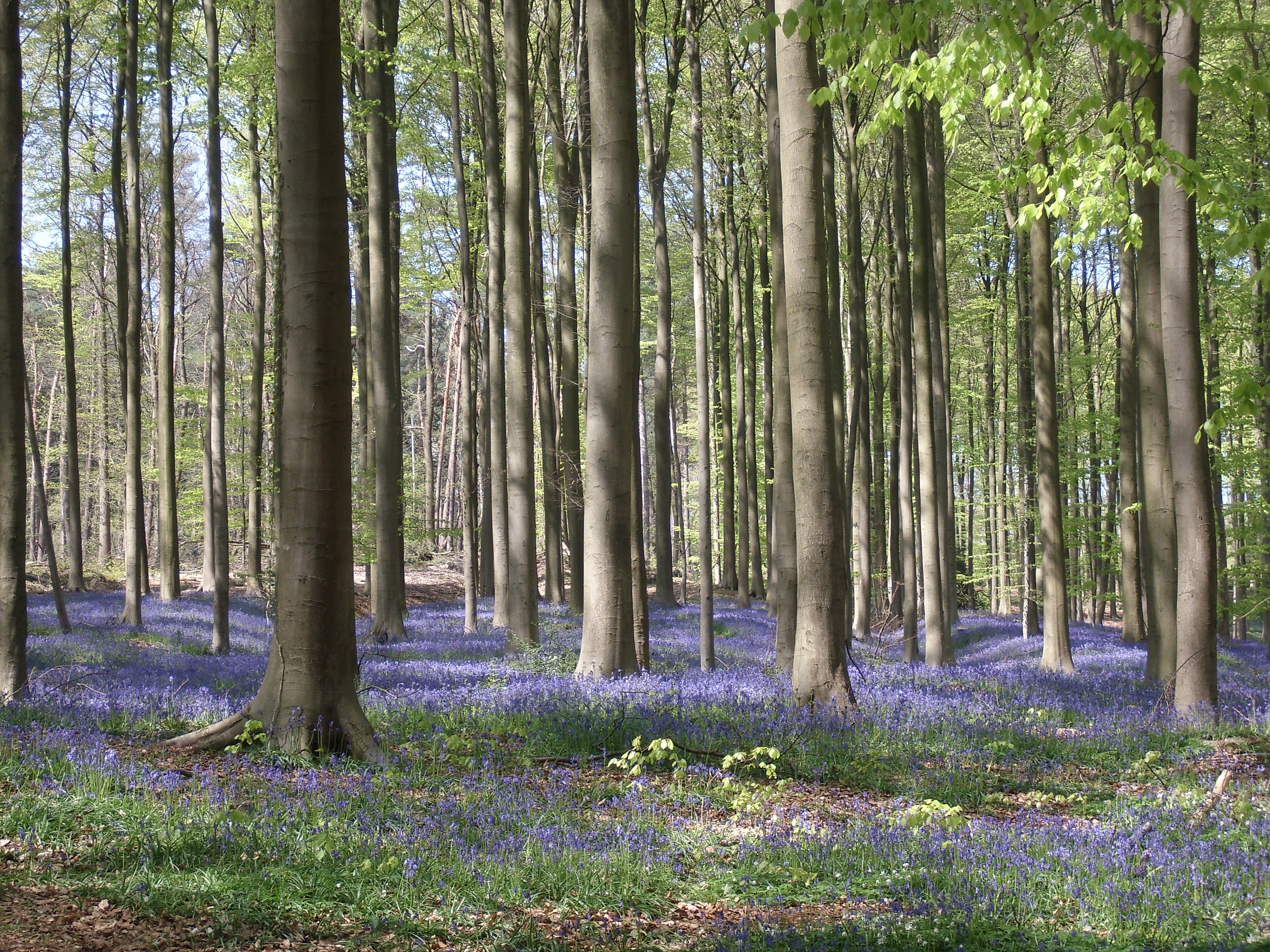
Hallerbos
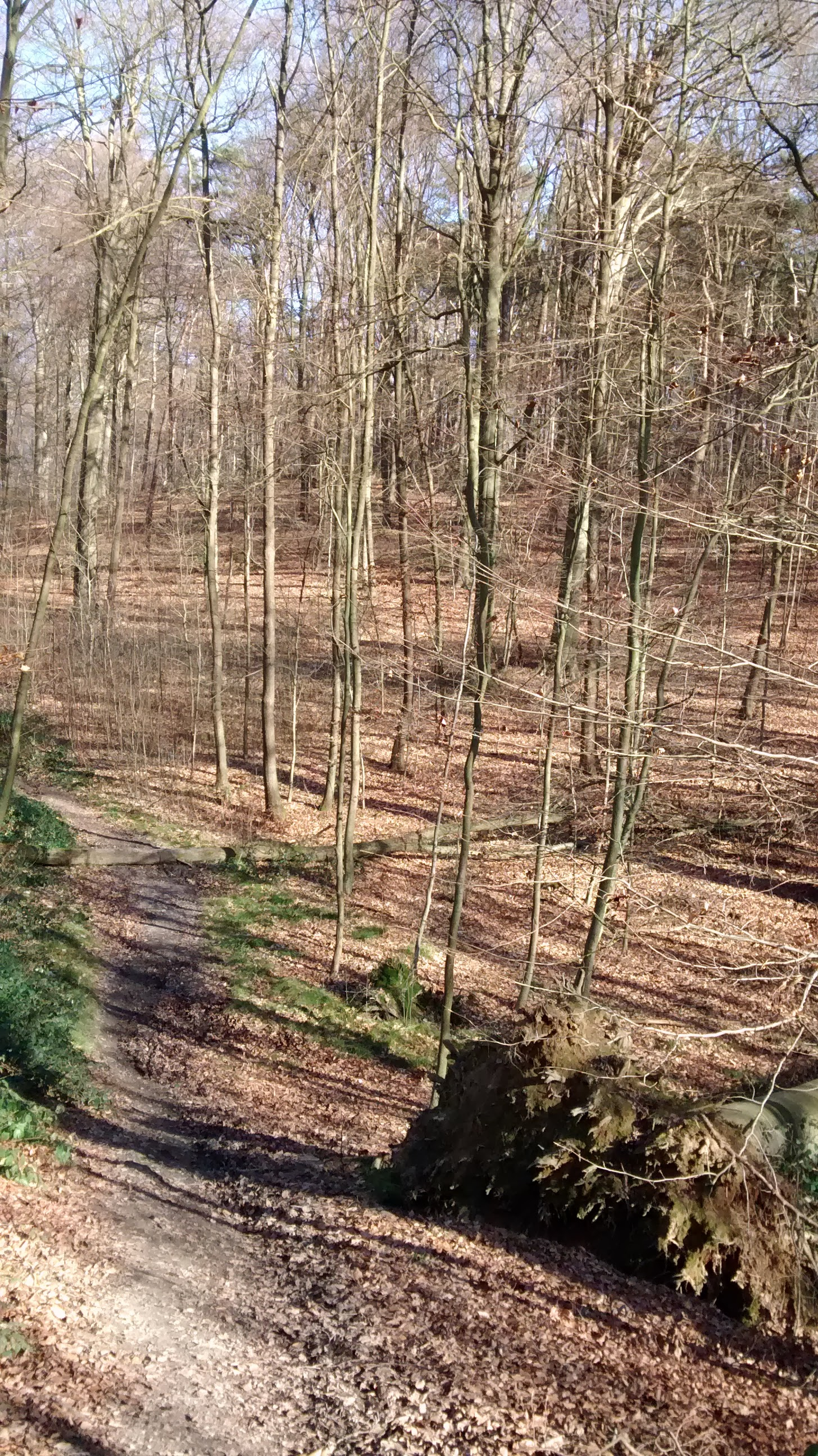
Begijnenbos
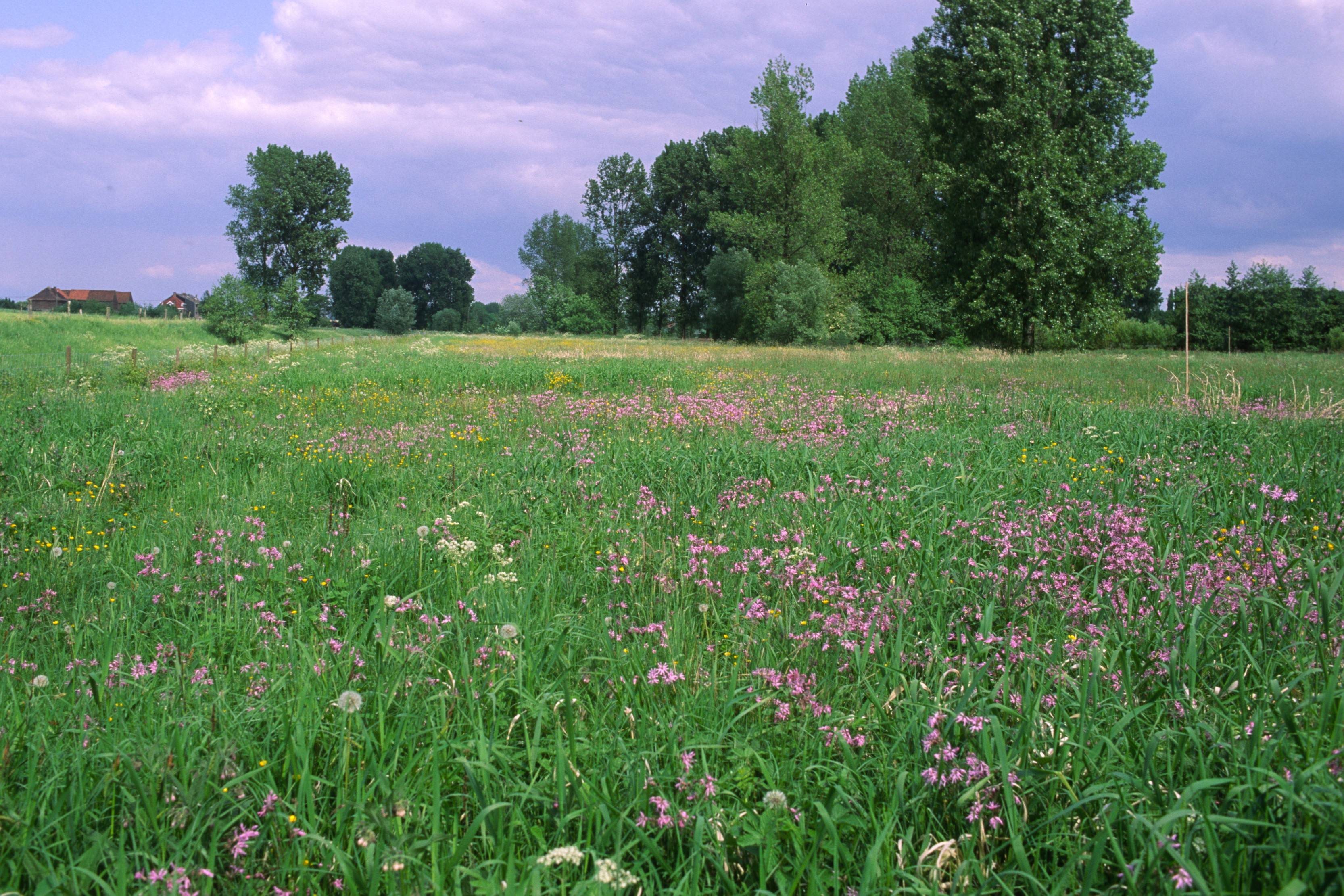
Zuunvallei
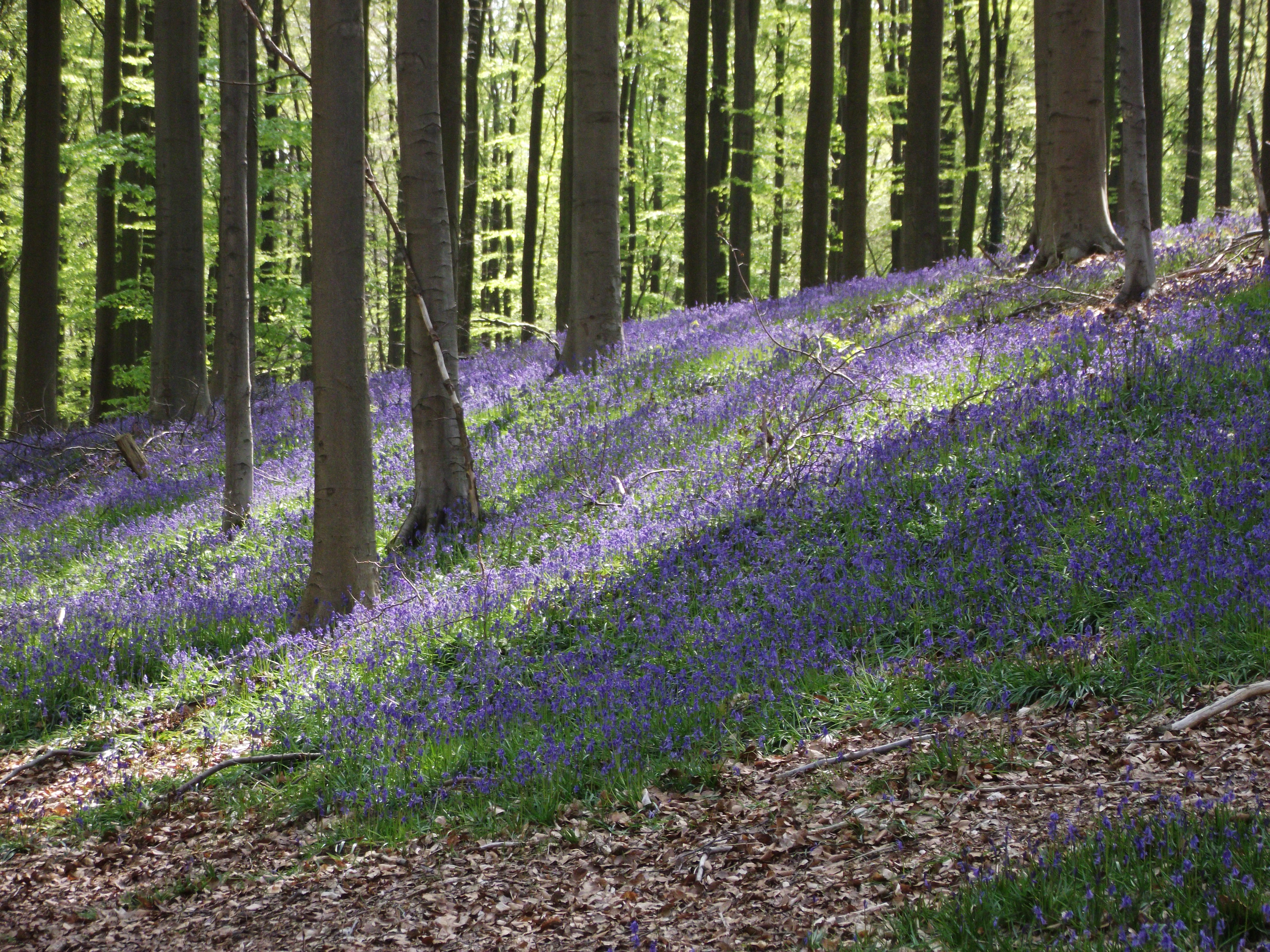
Hallerbos
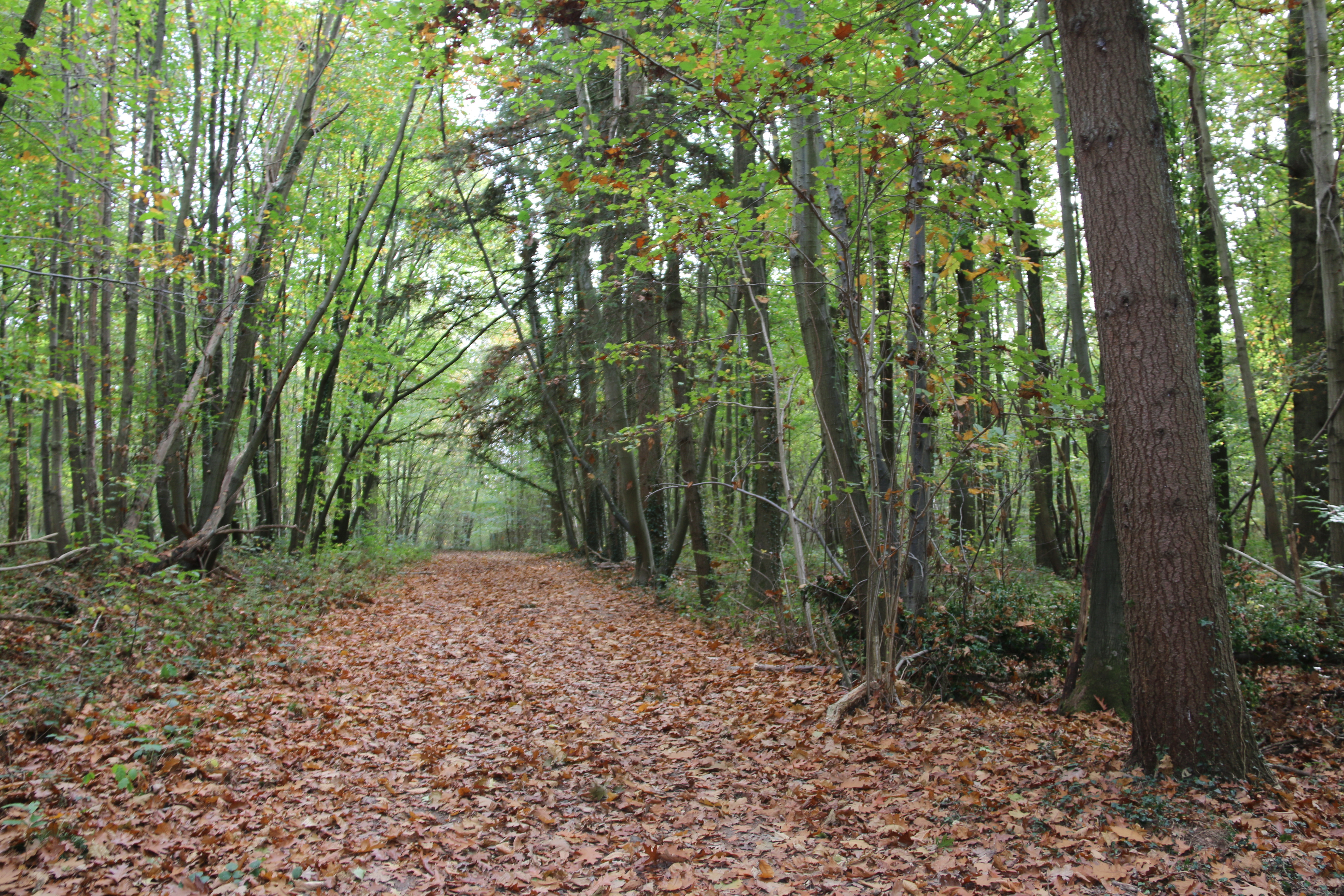
Bosreservaat Ter Rijst